# Parafia Narodzenia Najświętszej Maryi Panny w Głubczycach
Parafia Narodzenia Najświętszej Maryi Panny w Głubczycach – rzymskokatolicka parafia w dekanacie Głubczyce.

## Historia parafii
Parafia została założona w XIII wieku i po raz pierwszy wzmiankowana w 1259. Kościół parafialny został zbudowany w stylu wczesnogotyckim na przełomie XIII i XIV wieku, dwuwieżowy, częściowo przebudowany. Mieści się przy ulicy Jana Pawła II. Parafia należała pierwotnie do diecezji ołomunieckiej. Po wojnach śląskich znalazła się w granicach Prus i na terenie tzw. dystryktu kietrzańskiego. Od 1945 w Polsce. Do diecezji opolskiej włączona formalnie w 1972.